# Bitwa pod Helgolandem (1849)

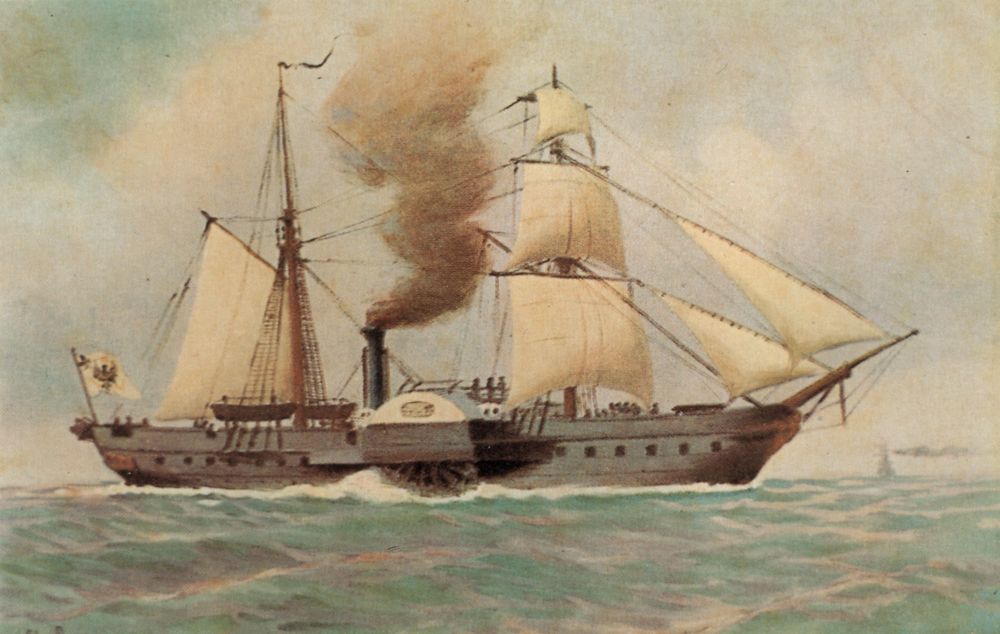
Fregata „Barbarossa”, okręt flagowy eskadry niemieckiej

Bitwa pod Helgolandem – potyczka między flotą niemiecką a duńską w 1849. Zasadniczo nierozstrzygnięta, przyczyniła się do osłabienia blokady wybrzeży niemieckich przez flotę duńską.
W wojnie o Szlezwik Duńczycy mieli zdecydowaną przewagę na morzu, co pozwalało im blokować porty północnoniemieckie. Po długich deliberacjach parlament frankfurcki przyjął plan rozbudowy floty niemieckiej. W pierwszym etapie składała się ona głównie z lokalnie budowanych kanonierek i kupionych za granicą statków uzbrojonych, na których znaczną część podoficerskiej kadry stanowili cudzoziemcy. W marcu 1849 udało im się zgromadzić 8 okrętów, z których największe były parowce „Barbarossa” i „Erzherzog Johann”
Dnia 4 czerwca 1849 niemiecka eskadra dowodzona przez kom. Rudolfa Brommy’ego, składająca się z flagowej fregaty „Barbarossa” (1350 ton, 9 armat 68-funtowych ) i korwet „Bremen” (350 ton, 1 armata 36-lb, 1 32-lb i 2 18-lb) i „Lübeck” (339 ton, 1 armata 84-lb, 1 32-lb i 2 18-lb) wyszła z Bremerhaven. Na morzu spotkała duńską korwetę „Valkyrien” (dowódca kmdr. Steen Bille Mł.). Niemcy rozpoczęli pościg, a okręt duński schronił się u wybrzeży podówczas brytyjskiego Helgolandu. Od kontynuowania akcji odstraszył Brommy’ego ostrzegawczy strzał brytyjskiej baterii nadbrzeżnej.
14 czerwca eskadra Brommy’ego przepędziła od ujścia Łaby eskadrę duńską składającą się trzech okrętów; później pozostała nieaktywna, aż do jej rozwiązania – i tym samym likwidacji pierwszej floty niemieckiej w 1853 roku. „Barbarossę” przejęła następnie marynarka pruska. Aczkolwiek potyczka sama w sobie była nieistotna, przyniosła Brommy'emu stopień kontradmiralski i pozostała jedyną bitwą stoczoną pod żółto-czerwono-czarną banderą ogarniętego rewolucją Cesarstwa Niemieckiego; status tej marynarki był prawnie niedookreślony i po jej likwidacji, późniejsza flota zjednoczonych Niemiec wywodziła się floty pruskiej.